# Geraldo Verdier
Geraldo João Paulo Roger Verdier (* 28. März 1937 in Alban, Département Tarn; † 22. Oktober 2017 in Porto Velho; gebürtig: Gérard Jean Paul Roger Verdier) war ein französischer Geistlicher und römisch-katholischer Bischof von Guajará-Mirim.

## Leben
Gérard Verdier wurde als jüngstes von sechs Kindern eines Schmiedes geboren. Als 13-Jähriger lernte er bei dessen Heimatbesuch François-Xavier Rey, den Bischof der Territorialprälatur Guajará-Mirim, kennen und beschloss, Missionar zu werden. Er trat in das Noviziat der Franziskaner des Dritten Ordens bei der Kirche Notre Dame de la Drêche in Albi ein und studierte Philosophie bei den Franziskanern des Ersten Ordens in Béziers im Süden Frankreichs und Theologie am Katholischen Institut in Paris. Danach schloss er sich seinem Ordensbruder Sylvain Dourel, dem Gründer des Lettre d’Amazonie, an und war in Guajará in der Mission tätig. Am 29. Juni 1962 wurde Geraldo Verdier für die Territorialprälatur Guajará-Mirim zum Diakon und am 30. März 1963 zum Priester geweiht.
1964 übernahm Geraldo Verdier die Leitung des Apostolischen Kollegs der Franziskaner des Dritten Ordens von Mogi-Mirim im Bundesstaat São Paulo. Ab 1975 arbeitete er in der Prälatur Guajará-Mirim und betreute Gemeinde an  den Nebenflüssen des Amazonas. Von 1978 bis 1980 war er Apostolischer Administrator der Prälatur Guajará-Mirim (seit 1979: Bistum Guajará-Mirim).
Papst Johannes Paul II. ernannte Geraldo Verdier am 31. Juli 1980 zum Bischof von Guajará-Mirim. Die Bischofsweihe spendete ihm der Apostolische Nuntius in Brasilien, Erzbischof Carmine Rocco, am 25. Oktober desselben Jahres; Mitkonsekratoren waren João Batista Costa SDB, Bischof von Porto Velho, und Luiz Roberto Gomes de Arruda TOR, emeritierter Prälat von Guajará-Mirim. Als Wahlspruch wählte er Deus Caritas (Gott ist die Liebe). Ein Jahr später wurde er in ganz Brasilien bekannt, als er die Praxis der Kautschukbarone anprangerte, die die Kautschukzapfer (seringueiros) beim Aufkauf der Kautschukernte betrogen, unter anderem durch willkürliche Abzüge wegen vermeintlicher Verunreinigungen. Geraldo Verdier setzte sich für die indigene Bevölkerung insbesondere im Tal des Rio Guaporé, am Río Mamoré und im Siedlungsraum der Pakaa Nova. Er galt als der „Vater der Armen“.
Am 8. Dezember 2011 nahm Papst Benedikt XVI. wenige Monate vor Erreichen der kanonischen Altersgrenze seinen gesundheitsbedingten Rücktritt an.
Nach seinem Tod hielten Indigene vom Volk der Wari' die Totenwache.

## Ehrungen
- 2017 wurde er mit der Verdienstmedaille des Bundesstaates Rondônia ausgezeichnet.[5]